# Salom Italia

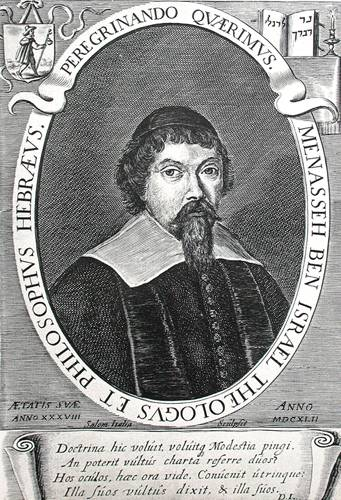
Ritratto di Menasseh ben Israel (1642)

Salom o Salomon Italia,   o D'Italia (Mantova, 1619 – Amsterdam, 1665 circa (tra il 1655 e il 1675)), è stato un disegnatore, incisore e acquafortista italiano attivo anche nei Paesi Bassi.

## Biografia

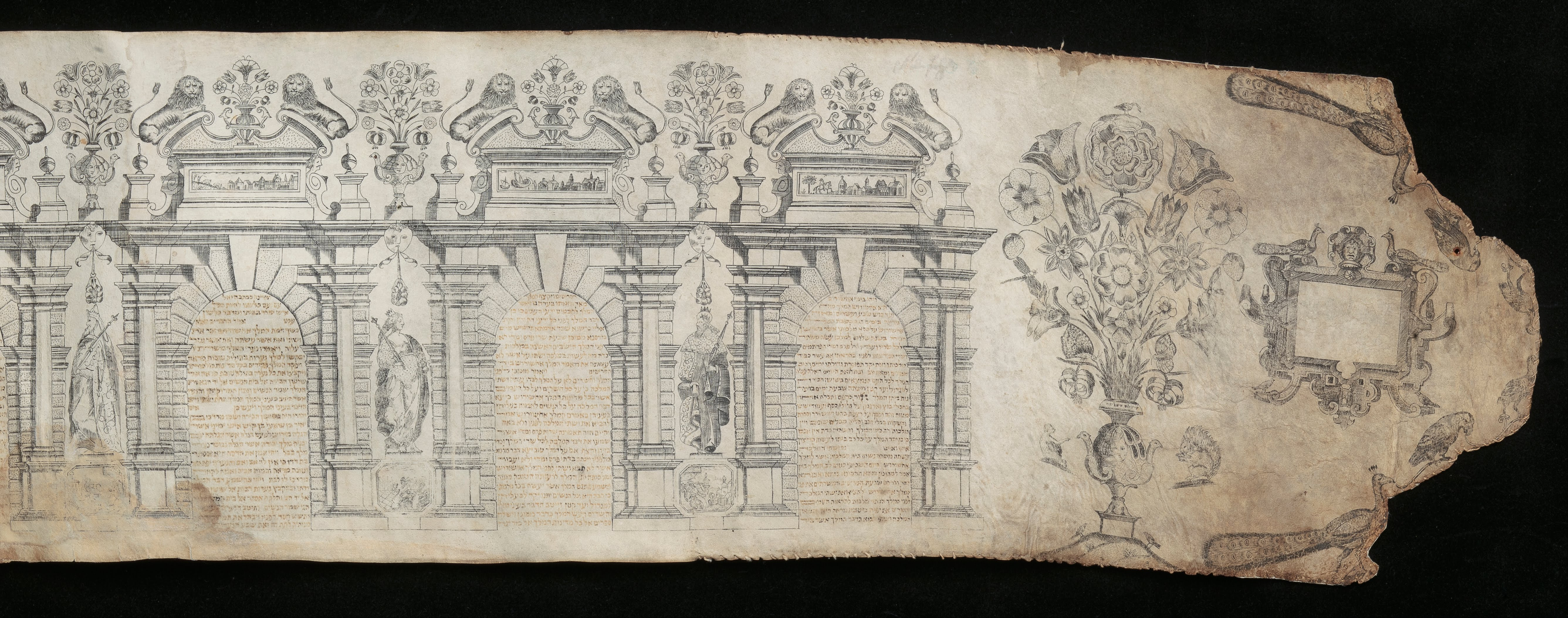
Illustrazioni del rotolo del Libro di Ester (1641 circa)

Rampollo di una famosa famiglia di stampatori ebrei, operò inizialmente in Italia, a Casale Monferrato e a Mantova. Poi, probabilmente a causa dell'espulsione degli ebrei da Mantova ad opera dell'esercito austriaco, fu costretto a rifugiarsi nel territorio della Repubblica di Venezia, e da qui, nel 1641, si trasferì ad Amsterdam dove rimase fino al 1647 o al 1649.
Si specializzò nella rappresentazione di soggetti religiosi, ritratti, ornamenti e calligrafia. In particolare, realizzò per la comunità ebraica le decorazioni dei rotoli del Libro di Ester. Sono giunte fino a noi 10 sue opere firmate, tra cui i rotoli del Libro di Ester, e altre 5 gli sono state attribuite. Altre sue realizzazioni sono i ritratti di Menasseh ben Israel e Jacob Jehuda Leon detto 'Templo' e quattro acqueforti illustranti il libro Piedra Gloriosa di Menasseh ben Israel, eseguite sulla base di altre quattro incisioni di Rembrandt, sostituite a causa della riproduzione antropomorfica di Dio.
Le opere di quest'artista risentono dell'influenza di Claes Jansz Visscher.

## Opere
- Ritratto di Jacob Judah Leon, incisione, 1641[5]
- Ritratto di Menasseh ben Israel, incisione, 1642
- Libro di Ester - rotolo, penna, inchiostro e stampa su pergamena, 202 x 2504 mm, 1641 circa, Jewish Museum, New York